# Дельва Віктор Олександрович
Віктор Олександрович Дельва (28 травня 1924— 23 січня 1994), доктор медичних наук (1965), професор (1966), «Заслужений працівник вищої школи України», «Відмінник охорони здоров'я», учасник Другої світової війни.

## Біографія
Народився 28 травня 1924 р. у селі Безгинове Новоайдарського району Ворошиловградської (нині Луганської) області у сім'ї службовця.
У 1941 р. закінчив 10 класів середньої школи.
У 1943 р. добровольцем пішов на фронт, служив сапером у 19 гвардійському інженерно-саперному батальйоні 5 гвардійської армії. Брав участь у боях за звільнення Лисичанська, Слов'янська, Дніпропетровська, Одеси, Ковеля, Любліна, Варшави, Лодзя, Кюстрина, штурмував Берлін.
У 1946 р. після закінчення Другої світової війни вступив до Донецького медичного інституту. Згодом працював у цьому ж інституті старшим лаборантом, асистентом, доцентом кафедри нервових хвороб, заступником декана.
У 1957 р. захистив кандидатську дисертацію з дослідження вмісту міді у спинномозковій рідині і сироватці крові при деяких захворюваннях нервової системи.
У 1963 р. отримав вчене звання доцента.
З 1963 по 1974 р. — завідувач кафедри нервових хвороб Івано-Франківського медичного інституту.
У 1965 р. захистив докторську дисертацію, присвячену вивченню кількісного вмісту і топографії деяких мікроелементів (міді, заліза, кобальту, барію, кремнію, срібла, алюмінію, титану, літію, натрію, калію, марганцю) у тканині головному мозку людини в нормі та при патології.
У 1966 р. отримав вчене звання професора.
З 1965 по 1968 р. — за сумісництвом виконував обов'язки декана факультету, з 1968 р. — проректор з навчально-наукової роботи Івано-Франківського медичного інституту. Обирався головою обласного наукового товариства невропатологів і психіатрів.
У 1974 р. наказом МОЗ України призначений на посаду ректора Полтавського медичного стоматологічного інституту.
За ініціативою Віктора Олександровича був збудований морфологічний корпус інституту, де розмістилися кафедри анатомії людини, гістології, цитології та ембріології, оперативної хірургії та топографічної анатомії, патологічної анатомії, судової медицини, патологічної фізіології. Була введена в дію 1 міська лікарня, де розмістилися кафедри внутрішніх хвороб, хірургічних хвороб з травматологією; реконструйована й обладнана сучасним обладнанням двоповерхова будівля на 24 робочих місць для міської дитячої стоматологічної поліклініки, де була розміщена кафедра стоматології дитячого віку; здані в експлуатацію 2 студентські гуртожитки на 500 місць.
Поряд з основною роботою професор Віктор Дельва активно займався громадською діяльністю як голова Полтавського обласного комітету захисту миру. Був членом Полтавської спілки літераторів. У роки Другої світової війни вів щоденник, який і послугував основою для написання і видання трьох прозових книг «Ми йшли сюди довго» (1983 р.), «Два роки перед війною» (1987 р.), «У грізній заграві сорок першого» (1990 р.).
У 1987 р. звільнився з посади ректора ПМСІ за власним бажанням, але продовжував завідувати кафедрою нервових хвороб і медичної генетики.
З 1990 р. — професор кафедри нервових хвороб і медичної генетики.
Помер 23 січня 1994 року. Похований у с. Затурине.

## Наукова діяльність
Віктор Олександрович — автор понад 200 наукових праць, присвячених вивченню багатьох питань неврології і порушень мозкового кровообігу, тромботичних інсультів, окисно-відновних процесів при ішемічній хворобі мозку, злоякісних пухлинах головного мозку, впливу метеорологічних факторів на частоту захворювань серця і головного мозку. Поміж наукових праць є й методичні посібники, книги, присвячені досягненням та перспективам розвитку Полтавського медичного стоматологічного інституту. Під керівництвом професора захищено 1 докторську та 10 кандидатських дисертацій.

## Нагороди та почесні звання
Віктор Олександрович Дельва — учасник Другої світової війни, був нагороджений орденами Слави ІІ і ІІІ ступеня, десятьма медалями, зокрема «За відвагу», «За звільнення Варшави», «За взяття Берліна», знаком «Відмінник охорони здоров'я», Почесною грамотою Верховної Ради України (1981 р.). За заслуги у підготовці висококваліфікованих медичних кадрів та активну участь у громадському житті надано почесне звання «Заслужений працівник вищої школи України».